# Gunung Buntal Pukuh
Gunung Buntal Pukuh är ett berg i Indonesien.   Det ligger i provinsen Aceh, i den västra delen av landet, 1 700 km nordväst om huvudstaden Jakarta. Toppen på Gunung Buntal Pukuh är 1 800 meter över havet, eller 267 meter över den omgivande terrängen. Bredden vid basen är 3,8 km.
Terrängen runt Gunung Buntal Pukuh är kuperad österut, men västerut är den bergig.Runt Gunung Buntal Pukuh är det ganska tätbefolkat, med 172 invånare per kvadratkilometer. I omgivningarna runt Gunung Buntal Pukuh växer i huvudsak städsegrön lövskog.